# 无叶柽柳
无叶柽柳（学名：Tamarix aphylla），为柽柳科柽柳属下的一个植物种，是柽柳属中最大的品種。